# Dorcadion minkovae
Dorcadion minkovae är en skalbaggsart som beskrevs av Heyrovský 1962. Dorcadion minkovae ingår i släktet Dorcadion och familjen långhorningar. Inga underarter finns listade i Catalogue of Life.